# Sistema de Informações Hospitalares do Sistema Único de Saúde
O Sistema de Informações Hospitalares do SUS foi criado em 1991 como um instrumento para indução e avaliação das políticas relacionadas à organização e ao financiamento da assistência médico-hospitalar no sistema público de saúde. O SIH foi concebido como um artifício para operar o pagamento das internações e para instrumentalizar ações de controle e auditoria, bem como por utilizado por pesquisadores e gestores. Este sistema abrange apenas a rede pública, e foi desenvolvido e implementado com o objetivo de racionalizar despesas.

## Evolução Histórica
| Até 1976       | Revisão e pagamento manual de contas médicas e hospitalares pelo Instituto Nacional de Previdência Social (INPS)                                                                  |
| 1976           | Criação do Sistema Nacional de Previdência e Assistência Social (Simpas) e do Instituto Nacional de Assistência Médica da Previdência Social (Inamps);                            |
| 1977           | Implantação do SNCPCH/GIH - Sistema Nacional de Controle e Pagamentos de Contas Hospitalares/Guia de Internação Hospitalar.                                                       |
| 1979           | Início dos estudos para elaboração do projeto SAMHPS/AIH - Sistema de Assistência Médico - Hospitalar de Previdência Social/Autorização de Internação Hospitalar.                 |
| 1981           | Implantação experimental do SAMHPS/AIH em Curitiba/Paraná. |
| 1983           | Divulgação dos documentos e manuais do SAMHPS/AIH, implantada a primeira Tabela de Procedimentos e Valores e iniciada a sua expansão para todo o país.                            |
| 1985           | Novo modelo de AIH, com série numérica pré-impressa. |
| 1986           | O SAMHPS/AIH é integralmente estendido às entidades filantrópicas e beneficentes, por meio de convênio.                                                                           |
| 1987           | O SAMHPS/AIH é integralmente estendido aos hospitais universitários e de ensino.                                                                                                  |
| 1988 (maio)    | Incorporação do pagamento das órteses e próteses médico-cirúrgicas ao SAMHPS/AIH, com pagamento direto ao fabricante/importador.                                                  |
| 1988 (outubro) | Aprovada a nova Constituição Federal, e nela, instituído o Sistema Único de Saúde (SUS)                                                                                           |
| 1990           | O Inamps é transferido do Ministério da Previdência e Assistência Social. |
| 1991           | Expedidas as portarias MS/SAS nºs 15,16,17,18,19 e 20. Criado a sistemática do funcionamento do SUS, SAMHPS/AIH passa a ser SIH-SUS, estendendo-se a todos os hospitais públicos. |

### Principais Sistemas do Brasil
- Sistemas de informação de Agravos de Notificação (SINAN)
- Sistema de Informações sobre Mortalidade (SIM)
- Sistema de Informações sobre Nascidos Vivos (SINASC)
- Sistema de Informações Hospitalares (SIH/SUS)
- Sistema de Informações Ambulatoriais do SUS (SIA/SUS)[2]